# Neoneurus clypeatus
Neoneurus clypeatus är en stekelart som först beskrevs av Forster 1862.  Neoneurus clypeatus ingår i släktet Neoneurus och familjen bracksteklar. Arten är reproducerande i Sverige. Inga underarter finns listade i Catalogue of Life.